# امین غریبوف
امین غریبوف (به انگلیسی: Emin Garibov) ژیمناست زادهٔ ۸ سپتامبر ۱۹۹۰ میلادی اهل کشور روسیه است.